# 동셈어군

녹색으로 표시된 것이 과거의 동셈어군 분포

동셈어군(East Semitic languages)은 셈어파를 이루는 하위 어파 중 하나로, 고대에 모두 사멸하여 현재까지 기록이 전해지는 것은 아카드어, 에블라어, 키시어의 3개 언어이다. 이들은 셈어와 연관이 없는 수메르어의 영향을 받았으며 수메르 문명으로부터 쐐기 문자 표기를 받아들였다.
동셈어군으로 분류된 언어들은 다른 주요 셈어들, 소위 서셈어군과는 여러 면에서 이질적인 모습을 보인다. 이는 이들이 다른 셈어 화자 집단들과 달리 더 동쪽으로 이동하여 (아카드 문헌에 나타나듯) 기원전 제3천년기에 메소포타미아에 정착한 역사와 관련이 있는 것으로 보인다. 예를 들어 VSO 어순이 기본적인 다른 셈어들과 달리 동셈어군에서는 SOV 어순이 나타나는데, 이는 수메르어의 영향으로 추정된다.

## 같이 보기
- 셈어파
- 아카드인